# Стела на Мернептах
Стелата на Мернептах, известна още като Израелската стела или Стелата на победата на Мернептах, е стела с надпис от древния египетски фараон Мернептах (управление 1213 – 1203 г. пр.н.е.), открит от Флиндърс Питри през 1896 г. в Тива и понастоящем намираща се в Египетския музей в Кайро.
Текстът в по-голямата си част е разказ за победата на Мернептах над либийците и техните съюзници, но последните 3 от 28-те реда са посветени на отделна кампания в Ханаан, тогава част от имперските владения на Египет. Стелата понякога е наричана „Израелската стела“, тъй като мнозинството от учените превеждат набора от йероглифи в 27-ия ред като „Израел“. Представени са алтернативни преводи, но те не са широко приети.
Стелата съдържа най-ранната текстова препратка към Израел и единствената препратка от Древен Египет. Тя е един от четирите известни надписа от желязната епоха, които датират от времето на древен Израел и споменават за него под това име, като другите са стелата Меша, стелата Тел Дан и монолитът Курх. В резултат на това някои смятат стелата за най-известното откритие на Питри – мнение, с което самият Питри се съгласява.

## Редове 26 – 28
По-голямата част от надписа е посветена на победата на Мернептах над либийците, но последните 3 от 28-те реда са посветени на Ханаан: 
"Князете са наведени и казват: „Мир!“
Нито един не надига глава сред Деветте лъка.
Сега, когато Техену (Либия) е в разруха,
Хати е успокоен;
Ханаанът е разграбен във всякаква скръб:
Ашкелон е победен;
Гезер е превзет;
Яноам не съществува.
Израил е опустошен, а потомството му – не;

Хуру стана вдовица поради Египет."
„Деветте лъка“ е термин, който египтяните използвали за обозначаване на своите врагове; действителните врагове се променяли в зависимост от времето и обстоятелствата. Хати и Хуру са Сиро-Палестина, Ханаан и Израел са по-малки единици, а Ашкелон, Гезер и Яноам са градове в региона; според стелата всички тези единици са попаднали под властта на Египетската империя (по онова време Ново царство).

## Ред 27
Питри се обръща към Вилхелм Шпигелберг, германски филолог в археологическия му екип, да преведе надписа. Шпигелберг бил озадачен от един символ към края, този на народ или племе, което Мернептах победоносно е поразил – И.си.ри.ар? Питри бързо предлага да се чете „Израел!“ и Шпигелберг се съгласява с това изказване. На вечеря същата вечер Питри, който осъзнава важността на находката, казва: „Тази стела ще бъде по-известна в света от всичко друго, което съм намирал.“ Когато новината за откритието стигнала до английските вестници, тя се появила на първите страници на вестниците.
Редът, който се отнася за Израел е 27 и се чете така:
| i | i | z · Z1s · Z1s · r | i | A | r · Z1 | T14 | A1 · B1 · Z2s |

| i | i | z · Z1s · Z1s · r | i | A | r · Z1 | T14 | A1 · B1 · Z2s |

| f · k · t | G37 |

| f · k · t | G37 |

| b · n |

| b · n |

| O1 · r · t | N33B · Z2 |

| O1 · r · t | N33B · Z2 |

| f |

| f |

### Алтернативни преводи
След откриването на стелата са предложени алтернативни варианти за думата „И.си.ри.ар“, като двата основни варианта са следните:
- „Йезраел“, град и долина в северен Ханаан;
- Продължение на описанието на Либия, отнасящо се до wearers of the sidelock;

Тези тълкувания обаче остават малцинствени.